# Puchar Challenge w piłce siatkowej mężczyzn (2022/2023)/1/8 finału
Artykuł stanowi zestawienie wyników 1/8 finału Pucharu Challenge w piłce siatkowej mężczyzn w sezonie 2022/2023. 1/8 finału stanowiła trzecią rundę rozgrywek. Uczestniczyło w niej 16 drużyn, które awansowały z 1/16 finału, z 12 federacji.
Do ćwierćfinałów awansowały następujące zespoły: Maccabi Yaadim Tel Awiw, Omonia Nikozja, AJ Fonte Bastardo, Sporting CP, Olympiakos SFP, Steaua Bukareszt, Active Living Orion Doetinchem oraz Panathinaikos AO.
Mecze 1/8 finału odbyły się w dniach 29 listopada-15 grudnia 2022 roku.

## Drużyny uczestniczące
W 1/8 finału Pucharu Challenge uczestniczyło 16 drużyn, które awansowały z 1/16 finału. Pary meczowe powstały na podstawie diagramu utworzonego w drodze losowania przed początkiem rozgrywek.
| Federacja   | Drużyna 1                      |
| ----------- | ------------------------------ |
| Azerbejdżan | Murov Baku                     |
| Belgia      | Lindemans Aalst                |
| Bułgaria    | Deja sport Burgas              |
| Cypr        | Omonia Nikozja                 |
| Estonia     | Bigbank Tartu                  |
| Grecja      | Panathinaikos AO               |
| Grecja      | PAOK                           |
| Grecja      | Olympiakos SFP                 |
| Hiszpania   | Melilla Sport Capital          |
| Holandia    | Active Living Orion Doetinchem |
| Izrael      | Maccabi Yaadim Tel Awiw        |
| Izrael      | Hapoel Matte Aszer             |
| Norwegia    | TIF Viking Bergen              |
| Portugalia  | Sporting CP                    |
| Portugalia  | AJ Fonte Bastardo              |
| Rumunia     | Steaua Bukareszt               |

## Tabela wyników
| Drużyna 1                      | Punkty | Drużyna 2         | Mecz 1 | Mecz 2 | Złoty set |
| ------------------------------ | ------ | ----------------- | ------ | ------ | --------- |
| Maccabi Yaadim Tel Awiw        | 5 – 1  | PAOK              | 3:1    | 3:2    |           |
| Omonia Nikozja                 | 5 – 1  | Lindemans Aalst   | 3:1    | 3:2    |           |
| Bigbank Tartu                  | 6 – 0  | AJ Fonte Bastardo | 3:1    | 3:1    |           |
| Melilla Sport Capital          | 2 – 4  | Sporting CP       | 3:2    | 1:3    |           |
| Olympiakos SFP                 | 4 – 2  | Deja sport Burgas | 3:0    | 2:3    |           |
| Hapoel Matte Aszer             | 2 – 4  | Steaua Bukareszt  | 3:2    | 1:3    |           |
| Active Living Orion Doetinchem | 6 – 0  | Murov Baku        | 3:1    | 3:1    |           |
| TIF Viking Bergen              | 0 – 6  | Panathinaikos AO  | 0:3    | 0:3    |           |

## Wyniki spotkań
|  | Maccabi Yaadim Tel Awiw | 5 – 1 | PAOK |  |

| 01.12.2022 19:00 (UTC+2) | Maccabi Yaadim Tel Awiw Aleksandr Safonow 26 pkt | 3:1 (25:27, 25:22, 25:17, 32:30) raport | PAOK Bram Van den Dries 23 pkt | Narodowe Centrum Sportu, Tel Awiw Widzów: 800 Sędziowie: Cristian Botezatu i Koray Yılmazgil |

| 15.12.2022 20:00 (UTC+2) | PAOK Aleksandros Raptis 19 pkt | 2:3 (15:25, 25:21, 21:25, 26:24, 13:15) raport | Maccabi Yaadim Tel Awiw Aleksandr Safonow 16 pkt | Hala sportowa PAOK, Saloniki Widzów: 900 Sędziowie: Marko Oravainen i Arzu Uzatöz |

|  | Omonia Nikozja | 5 – 1 | Lindemans Aalst |  |

| 29.11.2022 20:00 (UTC+2) | Omonia Nikozja Bruno Santos 20 pkt | 3:1 (25:19, 27:25, 16:25, 25:22) raport | Lindemans Aalst Renārs Jansons 22 pkt | Hala Sportowa Tasos Papadopulos – Elefteria, Engomi Widzów: 405 Sędziowie: Ilja Minins i Jennifer Hesse |

| 14.12.2022 20:30 (UTC+1) | Lindemans Aalst Egor Bogachev 20 pkt | 2:3 (25:18, 21:25, 25:22, 22:25, 11:15) raport | Omonia Nikozja Nikolaos Elefteriu 26 pkt | Sportcentrum Schotte, Aalst Widzów: brak danych Sędziowie: Tamás Jámbor i Ángel Romero Martínez |

|  | Bigbank Tartu | 0 – 6 | AJ Fonte Bastardo |  |

| 30.11.2022 19:00 (UTC+2) | Bigbank Tartu Matěj Šmídl 17 pkt | 1:3 (21:25, 14:25, 25:20, 19:25) raport | AJ Fonte Bastardo Edson Valencia 18 pkt | Tartu Ülikooli spordihoone, Tartu Widzów: 1404 Sędziowie: Frankie Tanti i Bojan Brlas |

| 14.12.2022 20:30 (UTC-1) | AJ Fonte Bastardo Edson Valencia 20 pkt | 3:1 (25:17, 22:25, 25:11, 25:13) raport | Bigbank Tartu Timo Lõhmus 12 pkt | Complexo Desportivo Vitorino Nemésio, Praia da Vitória Widzów: 265 Sędziowie: Cédric Grellier i Gernot Schirmbacher |

|  | Melilla Sport Capital | 2 – 4 | Sporting CP |  |

| 30.11.2022 18:00 (UTC+1) | Melilla Sport Capital Federico Martina 21 pkt | 3:2 (21:25, 32:30, 25:21, 19:25, 15:11) raport | Sporting CP Josué López Rios 21 pkt | Pabellón de Deportes Javier Imbroda Ortiz, Melilla Widzów: 610 Sędziowie: Borisław Jordanow i Tom Knaepkens |

| 14.12.2022 19:30 (UTC±0) | Sporting CP José Masso 23 pkt | 3:1 (29:27, 25:19, 19:25, 25:17) raport | Melilla Sport Capital Federico Martina 14 pkt | Pavilhão João Rocha, Lizbona Widzów: 395 Sędziowie: Audrius Gargasas i Kristjan Vanaveski |

|  | Olympiakos SFP | 4 – 2 | Deja sport Burgas |  |

| 30.11.2022 19:00 (UTC+2) | Olympiakos SFP Tonček Štern 19 pkt | 3:0 (25:19, 25:22, 25:18) raport | Deja sport Burgas Dimityr Dułczew 13 pkt | Hala sportowa «Melina Merkuri», Ajos Joanis Rendis Widzów: 350 Sędziowie: Veaceslav Prozorov i Tiran Shaino |

| 13.12.2022 19:00 (UTC+2) | Deja sport Burgas Todor Wyłczew 28 pkt | 3:2 (27:29, 23:25, 25:18, 30:28, 18:16) raport | Olympiakos SFP Nikos Zupanis 13 pkt | Hala sportowa "Mładost", Burgas Widzów: 350 Sędziowie: Bartłomiej Adamczyk i Nuno Teixeira |

|  | Hapoel Matte Aszer | 2 – 4 | Steaua Bukareszt |  |

| 01.12.2022 19:00 (UTC+2) | Hapoel Matte Aszer Jewgienij Bannow 19 pkt | 3:2 (19:25, 15:25, 25:23, 25:19, 15:13) raport | Steaua Bukareszt Marc Wilson 19 pkt | Hala sportowa Na'aman, Kefar Masaryk Widzów: 800 Sędziowie: Milan Nikolić i Đorđe Zelenović |

| 15.12.2022 18:00 (UTC+2) | Steaua Bukareszt Ciprian Matei 23 pkt | 3:1 (24:26, 25:13, 25:19, 25:20) raport | Hapoel Matte Aszer Jewgienij Bannow 15 pkt | Sala "Mihai Viteazul", Bukareszt Widzów: 800 Sędziowie: Konalsi Gjoka i Caner Çıldır |

|  | Active Living Orion Doetinchem | 6 – 0 | Murov Baku |  |

| 01.12.2022 20:00 (UTC+2) | Active Living Orion Doetinchem Samuli Kaislasalo 32 pkt | 3:1 (29:27, 19:25, 25:12, 25:19) raport | Murov Baku Onolbek Kanybek Uulu 20 pkt | SaZa Topsporthal, Doetinchem Widzów: 400 Sędziowie: Boško Milić i Sébastien Jacob |

| 15.12.2022 18:00 (UTC+4) | Murov Baku Onolbek Kanybek Uulu 20 pkt | 1:3 (23:25, 25:22, 23:25, 22:25) raport | Active Living Orion Doetinchem Samuli Kaislasalo 22 pkt | Dərnəgül Voleybol Mərkəzində, Baku Widzów: 1600 Sędziowie: Martin Janakiew i Deniz Demir |

|  | TIF Viking Bergen | 0 – 6 | Panathinaikos AO |  |

| 01.12.2022 19:00 (UTC+1) | TIF Viking Bergen Eirik Mjelde Bjelland 12 pkt | 0:3 (20:25, 17:25, 23:25) raport | Panathinaikos AO Jiří Kovář 13 pkt | Åsane Arena, Bergen Widzów: 600 Sędziowie: Alessandro Cerra i Martin Stenbock |

| 14.12.2022 21:00 (UTC+2) | Panathinaikos AO Angelos Marku 13 pkt | 3:0 (25:18, 25:14, 25:16) raport | TIF Viking Bergen Eivind Øygarden Brekke 8 pkt | Hala sportowa «Ajiu Toma», Amarusion Widzów: 400 Sędziowie: Nikola Micevski i Ilja Minins |